# 九州・沖縄作曲家協会
九州・沖縄作曲家協会（きゅうしゅう・おきなわさっきょくかきょうかい）は九州・沖縄の現代作曲家団体。2021年に名称を「九州作曲家協会」へ変更している。

## 概要
九州・沖縄における現代音楽の普及・発展を目的として、1979年に「九州作曲家協会」が創設された。2006年に名称を「九州・沖縄作曲家協会」へ変更した後、2021年に再び「九州作曲家協会」へ変更した。作品発表の機会として〈九州・沖縄現代音楽祭〉や〈THE SPRING CONCERT「現代九州・音の創造空間」〉〈春の音楽展〉がある。
「地域社会に根ざした音楽の創造は如何にあるべきか」の問題意識と平行して、1991年からは韓国・嶺南作曲家協会との国際交流事業として、九州現代音楽祭と嶺南現代音楽祭において、相互に会員の作品を上演している。2003年4月には嶺南作曲家協会（大韓民国）、上海作曲家協会（中国）と共に東アジア作曲家協会を設立し、日本の一地方としての九州でなく、アジアの一部としての九州という視点を盛りこんで活動を展開している。